# Burgstall Wildenforst
Der Burgstall Wildenforst ist eine abgegangene mittelalterliche Höhenburg vom Typus einer Turmhügelburg (Motte) auf 340 m ü. NN etwa 120 Meter südöstlich von Wildenforst, einem Ortsteil der Gemeinde Offenberg im Landkreis Deggendorf in Bayern. Die Anlage wird als Bodendenkmal unter der Aktennummer D-2-7143-0257 im Bayernatlas als „untertägige mittelalterliche und frühneuzeitliche Befunde einer Wüstung mit mittelalterlich-frühneuzeitlichem befestigten Adelssitz im Bereich der Einöde Wildenforst“ geführt.

## Geschichte
Hier saß um 1200 das Geschlecht der Vorster, das bis 1463 bestand. Ein Günther von dem Vorste war Minnesänger, von dem in der Großen Heidelberger Liederhandschrift sechs Lieder erhalten sind.

## Beschreibung
In dem Wildenforstgraben liegt vor dem östlichen Hangfuß umgeben von einer breiten und feuchten Grabensenke ein  über 3 m aufragender künstlich aufgeschütteter Hügel. Das Plateau besitzt eine Fläche von 30 m (Nordost-Sü+dwest-Richtung) × 20 m (Nordwest-Südost-Richtung). Von der ehemaligen Mottenanlage ist noch der Turmhügel erhalten. Auf dem Hügel steht heute ein aufgelassener Stall.
Südöstlich des Burgstalls wurden mittelalterliche Siedlungsreste (Wüstung) archäologisch nachgewiesen.